# Curvo Semedo

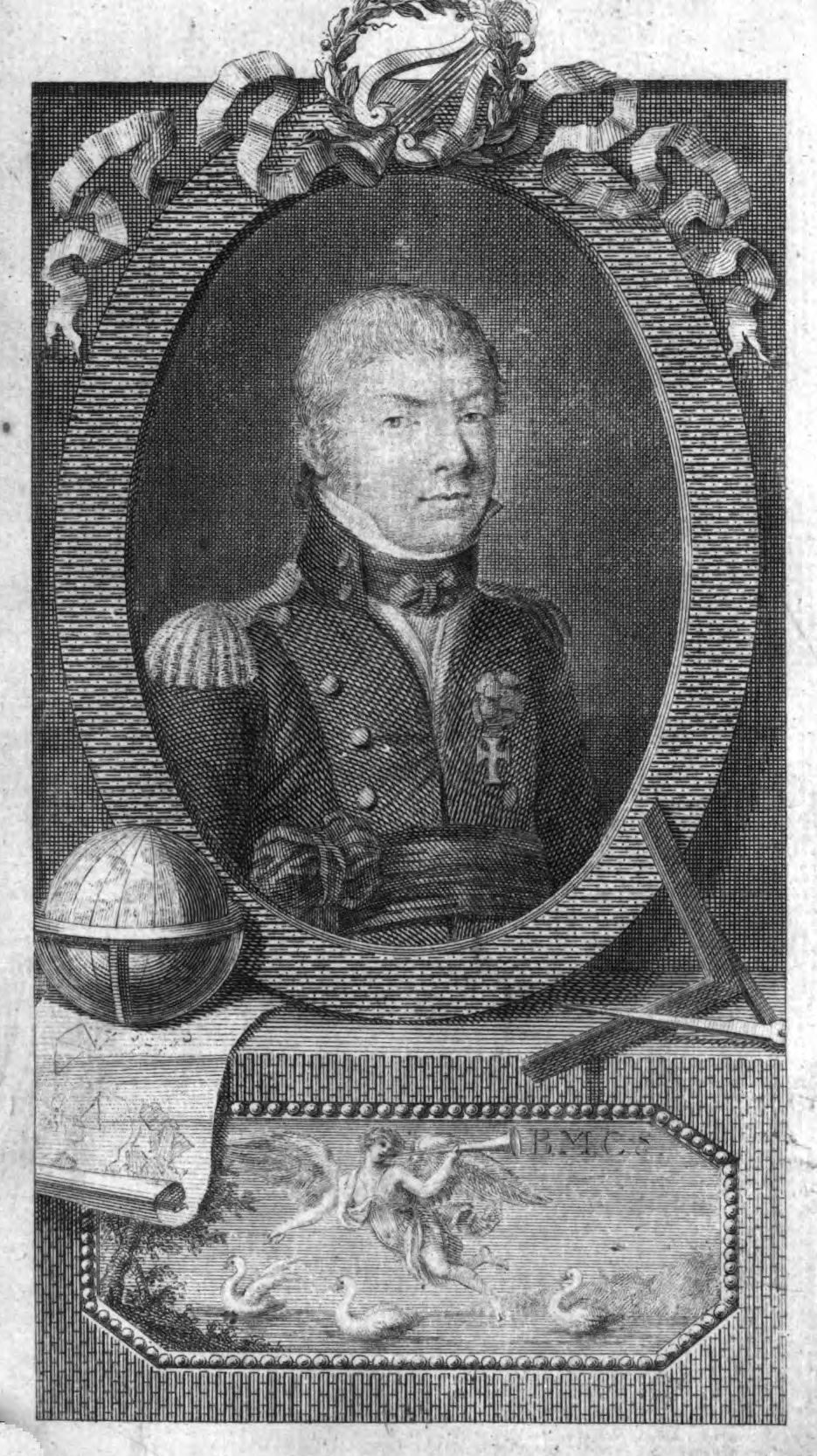
Ilustración de Curvo Semedo, 1803.

Belchior Manuel Curvo Semedo Torres de Sequeira (Montemor-o-Novo, 1766 — Lisboa, 1838) fue un poeta portugués, una de las más relevantes figuras del movimiento Nova Arcádia, donde usó el pseudónimo de Belmiro Transtagano. 
Publicó las Composições Poéticas y una traducción de  las fábulas de Jean de La Fontaine.
La poeta portuguesa Mariana Angélica de Andrade fue una de sus descendientes.